# Florian Willet
Florian Willet (* 3. August 1977 in Heidelberg; † 5. Mai 2025 in Deutschland) war ein deutscher Buchautor und Aktivist.

## Leben und Wirken
Florian Willets Vater nahm sich 1992, als Willet 14 Jahre alt war, das Leben, wie seine Familie angibt. Er hinterließ ihm ein Vermögen von vier Millionen D-Mark.
Zunächst arbeitete er im Bereich der Vermögensverwaltung. Seit 2002 befasst er sich mit Neuropsychologie und Verhaltensökonomie sowie verzerrter Meinungsbildung. Willet wurde 2014 an der Universität Witten/Herdecke mit einer Arbeit über Verhaltensökonomik promoviert.
Er beriet Juristen, Berufspolitiker, Familienunternehmer und Start-up-Unternehmen. Willet war Mitglied von Mensa International.
Sein Buch Wie die Parteien uns über den Tisch ziehen wurde auf dem Blog Die Achse des Guten positiv rezensiert. Dem Autor gelinge es, das Ausgrenzen von rechten Positionen aus dem demokratischen Diskurs als „perfide Strategie“ zu entlarven. Willet formuliere Sätze, die „nicht jeder aus dem Establishment hören“ möchte. Er stelle in seinem Buch dar, wie die Bürger durch Politiker und Leitmedien „manipuliert und zum reinen Stimmvieh degradiert werden“.
Willet fungierte bis Ende 2022 als Pressesprecher des Suizidhilfevereins Dignitas. Seit 2024 war er Vorstandsmitglied und Präsident des Suizidhilfevereins The Last Resort mit Sitz in der Schweiz.
Die von Willet propagierte Suizidmethode mittels des sogenannten „Sarco“ ist laut Bundesrat und der Schweizer Innenministerin Elisabeth Baume-Schneider nicht rechtskonform. Nachdem im September 2024 in der Schweiz ohne Genehmigung der Behörden diese umstrittene Suizid-Kabine „Sarco“ zum Einsatz gekommen war, bei der auf Knopfdruck Stickstoff eingeleitet wird, was zum Ersticken der Insassen führt, und auf diese Weise eine US-Amerikanerin gestorben war, die ihr Leben beenden wollte, wurde Willet verhaftet. Er war daraufhin bis Dezember 2024 siebzig Tage in Untersuchungshaft, die Staatsanwaltschaft ermittelte gegen ihn wegen vorsätzlicher Tötung sowie Verleitung und Beihilfe zum Selbstmord. Der Verdacht der vorsätzlichen Tötung wurde verworfen. Die Erfahrung der Untersuchungshaft und der Vorwurf der vorsätzlichen Tötung trafen ihn schwer. Aufgrund dessen stürzte sich Willet Anfang 2025 vom dritten Stock seines Wohnhauses in Zürich. Er überlebte den Sturz. Im Anschluss wurde eine psychotische Störung bei ihm diagnostiziert, ausgelöst durch die Zeit im Gefängnis vor einem Hintergrund beruflichen und persönlichen Scheiterns.
Mit einem Schreiben vom 9. April 2025 beantragte Willet bei einer deutschen Sterbehilfeorganisation assistierten Suizid und begründete seinen Wunsch mit Lebensüberdruss und finanziellen Problemen. Im Mai 2025 nahm er sich in Deutschland im Alter von 47 Jahren das Leben. Die Staatsanwaltschaft Köln untersuchte Hinweise, ob bei Willet psychotische Störungen festgestellt worden waren, die die Deutsche Gesellschaft für Humanes Sterben bei einer Unterstützung des Suizid hätte berücksichtigen müssen.
Zuletzt lebte Willet in Zürich.

## Publikationen
- Deutschlands Frauen schaffen ihre Männer ab: Florian Willet erklärt weiblichen Chauvinismus, Ludwig, 2011, ISBN 978-1-52032-927-7.
- Florian Willet denkt nach über Hirnforschung, Evolution und Ökologie: Neuropsychologie und Verhaltensökonomie, Ludwig, 2011, ISBN 978-3-86935-200-8.
- Der Soziale Schwan: wo Kahneman, Taleb und Darwin auf Marx stossen, Ludwig, 2017, ISBN 978-1-52032-923-9.
- Mir nach, ich folge Euch!: Wie uns die Parteien über den Tisch ziehen, Solibro, 2018, ISBN 978-3-96079-045-7.
- Wie die Parteien uns über den Tisch ziehen, Solibro, 2021, ISBN  978-3-96079-084-6